# Spoorwegen in Suriname
Met spoorwegen in Suriname wordt in het algemeen verwezen naar de Landsspoorweg (aanvankelijk Lawaspoorweg), die als enige een dienstregeling voor passagiers heeft gehad. Deze lijn werd tweemaal ingekort en was in gebruik tot 1987. Andere spoorwegen werden aangelegd voor het vervoer van goud en bauxiet, maar kenden geen langdurig succes.

## Spoorwegen

### The Marowijne Company
In 1888 werd bij Saint-Laurent-du-Maroni, net over de grens in Frans-Guyana, een spoorlijn aangelegd. Aan de Surinaamse zijde van de grens volgde tien jaar later een Amerikaans initiatief met de aanleg van de spoorweg van The Marowijne Company. De trein liep van het basiskamp bij de Araguayakeek, aan de linkeroever van de Marowijne, naar de goudmijn Wilson Creek Mine. Het meeste goud verdween op onverklaarbare wijze, waardoor het initiatief uitliep op een grote verliespost.

### Landsspoorweg (Lawaspoorweg)

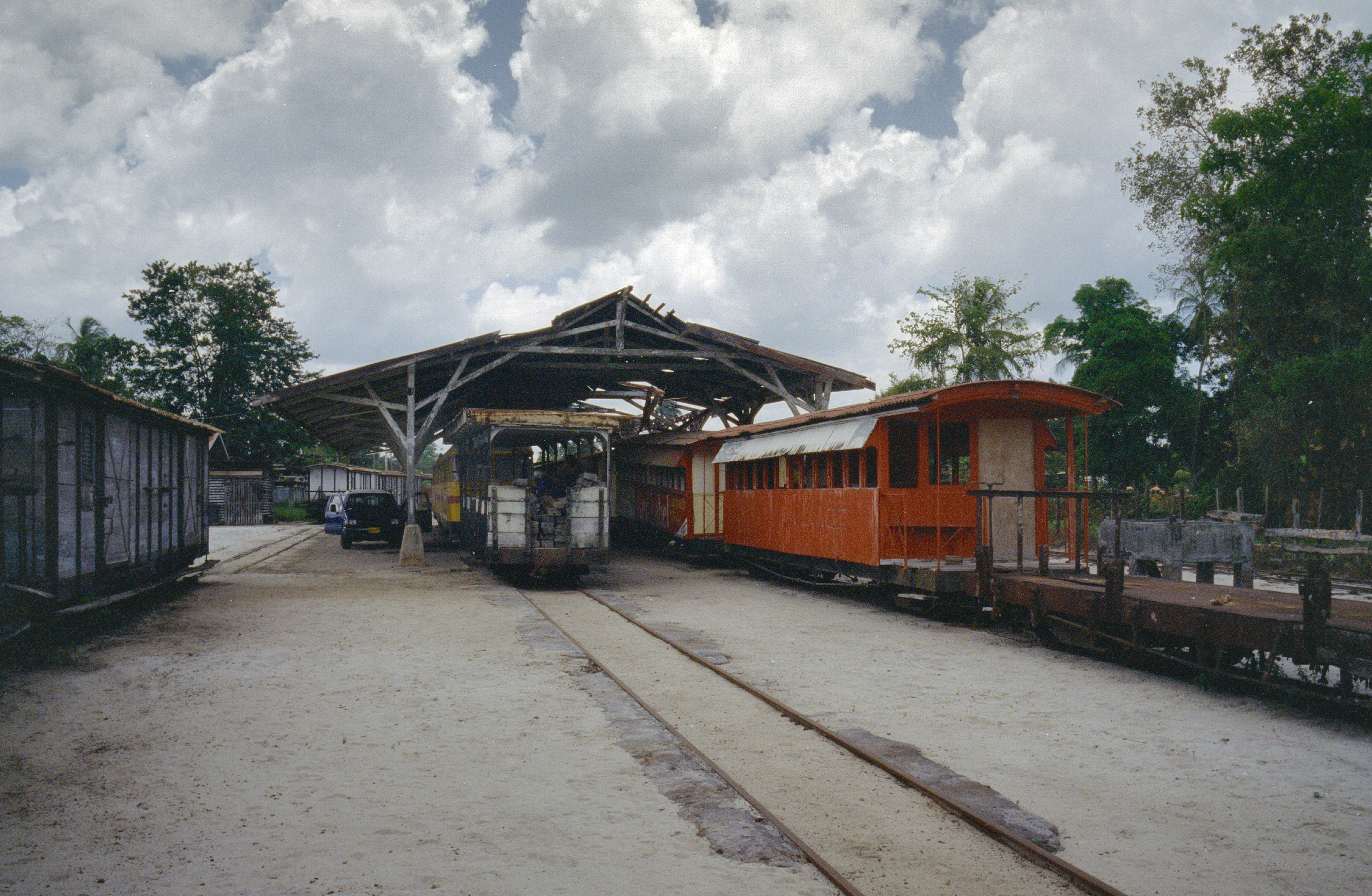
Opgeheven station van Onverwacht, 1997

De eerste en enige spoorwegverbinding met een dienstregeling voor passagiers in Suriname was de Lawaspoorweg (later de Landsspoorweg genoemd). Deze liep van Paramaribo naar Dam aan de Sarakreek. Kort voor het eind was er een oversteek over de Surinamerivier van Kabel-Noord naar Kabel-Zuid. Hiervoor werd van 1909 tot 1924 een kabelbaan gebruikt. Nadat er defecten werden gevonden in de kabel werd de oversteek gemaakt met een korjaal.
De spoorweg was een particulier initiatief. Nadat de overheid dit had overgenomen werd van 1903 tot 1912 het traject aangelegd, met als doel om de hoofdstad te verbinden met de goudvelden van Mindrineti (later Rosebel-goudmijn) en met die aan de Sarakreek en de Lawarivier. Al tijdens de aanleg bleek de lijn niet rendabel, waardoor werd afgezien van de bouw van het eindtraject tot de Lawarivier.
Door de aanleg van het Brokopondomeer kwamen dorpen op het tracé onder water te staan waardoor de lijn na Brownsweg in de jaren 1950 werd afgebroken. Door de verbreding van het Pad van Wanica gebeurde hetzelfde met de lijn tussen Beekhuizen (Paramaribo) en Onverwacht. Op het traject Onverwacht – Brownsweg bleven treinen rijden tot 1987. Het materieel bleef daarna achter op station Onverwacht.

### West-Surinameplan
De jaren 1960 en 1970 stonden in het teken van de ontwikkeling van West-Suriname, ook wel het West-Surinameplan genoemd. Op basis van een plan van ir. Frank Essed was het doel om in dit gebied bauxiet te winnen. Een schakel in het transport zou de spoorlijn Bakhuisgebergte - Apoera worden, met een lengte van bijna honderd kilometer. Toen deze in 1979 was voltooid, was de bauxietprijs op de wereldmarkt ingestort, waardoor bauxietbedrijven zich terugtrokken. De werkzaamheden in het gebied werden stilgelegd en de spoorlijn is amper gebruikt.

## Geprojecteerd traject
In november 2014 maakte de Surinaamse overheid bekend dat er gedetailleerde plannen zijn voor een nieuwe lijn van Paramaribo naar Onverwacht. Het door het Nederlandse bedrijf Strukton gemaakte voorstel betreft een lijn die van Paramaribo Poelepantje naar het zuiden loopt, met stations in Latour, Hannaslust, Welgedacht, twee haltes in Lelydorp, Bernharddorp en een terminus in Onverwacht. De geraamde bouwtijd zou 12 maanden zijn, en de kosten ongeveer 130 miljoen euro. In een tweede fase zou de lijn verlengd kunnen worden naar de luchthaven Zanderij. Aan dit project werd niet begonnen (stand december 2023).

## Bewaard gebleven materieel

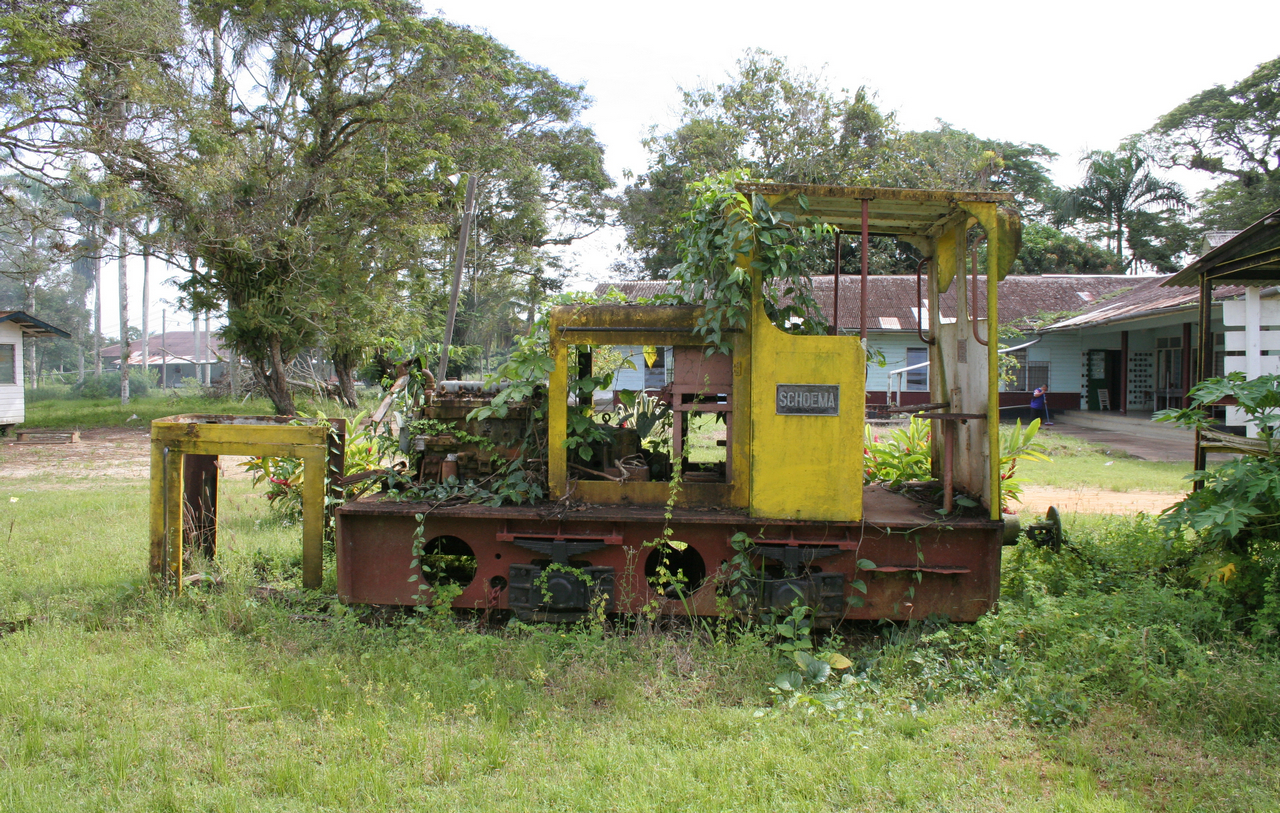
Locomotief in Mariënburg

Er ligt in Suriname nog 166 kilometer aan spoor (stand 2014).
Het meeste spoorwegmaterieel in Suriname bevindt zich op het voormalige station van Onverwacht. Daarnaast staan er nog twee achtergebleven locomotieven in Marowijne en één op de plantage Mariënburg.